# Kaba Melinda
Kovács Lászlóné Kaba Melinda (Kolozsvár, 1926. május 30. – 2009. január 10.) magyar régész, művészettörténész, muzeológus, a történelemtudományok kandidátusa (1988).

## Élete
1926. május 30-án Kaba Kálmán és Nagy Teréz gyermekeként született. 1952-ben végzett az ELTE-BTK-n. 1951–1987 között a Budapesti Történeti Múzeum és az Aquincumi Múzeum tudományos munkatársa volt, 1988-tól nyugalmazott tudományos főmunkatársként dolgozott. 1963–1987 között a főigazgatóság tudományos titkára volt. 2009. január 10-én hunyt el. Lánya dr. Pintérné Papp Melinda, unokái Pintér László Áron, Pintér Balázs Gergő, dédunokái Pintér Panni, Pintér Eliza és Pintér Áron.

## Munkássága
Ásatásokat vezetett, elsősorban Aquincumban. Ásatásai közül jelentősebbek a Hajógyári-szigeti helytartói palota mozaikpadozatainak feltárása, amelyre 1951–1956 között került sor. Fontosabb munkája még a gazdag stukkódíszes épület részlete a légió II. Adiutrix táborában a III. kerületi Laktanya utcában, közel 800 síros római kori temető feltárása, a III. kerület Benedek Elek utcában és az Arany-hegyi-patak mentén, az aquincumi vízvezeték-rendszer polgárvárosi szakaszán mintegy 500 m feltárása, a Flórián téri nagyfürdő, a Thermae Maiores feltárása, rekonstrukciójának irányítása, az Árpád hídi aluljáróban és szabadtéri múzeumként történő bemutatása.

## Művei
- Aquincum emlékei (1963)

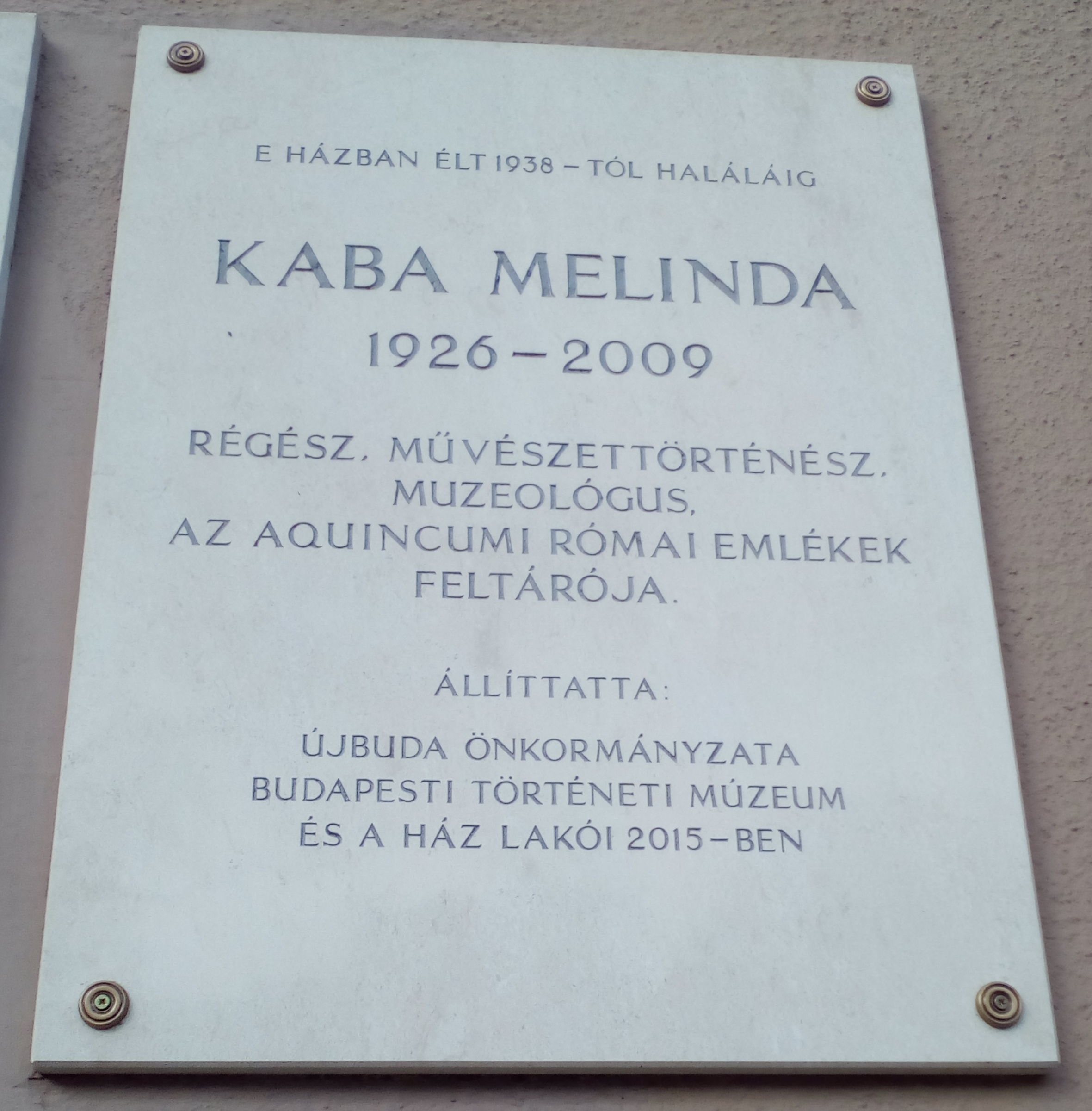
Emléktáblája egykori lakóhelyén (XI. ker., Karinthy Frigyes út 24.)

- Budapest régiségei: 1976 (múzeumi évkönyv, szerkesztette, 1976)
- Die römische Orgel von Aquincum (1976)
- Tanulmányok Budapest múltjából: 1979 (múzeumi évkönyv, szerkesztette, 1979)
- Thermae Maiores (1984)
- Thermae Maiores legionis II. Adiutricis (1991)
- Aquincum a régészeti ásatások tükrében (1995)
- Az aquincumi orgona. Kr. u. 228; Osiris–BTM, Bp., 2001

## Külső hivatkozások
- Ki kicsoda a magyar régészetben

1. ↑  https://library.hungaricana.hu/hu/view/PulszkyTarsMME_Konyvek_2022_MagyarMuzeumiArckepcsarnok_2/?pg=179